# صومعه سامتاورو

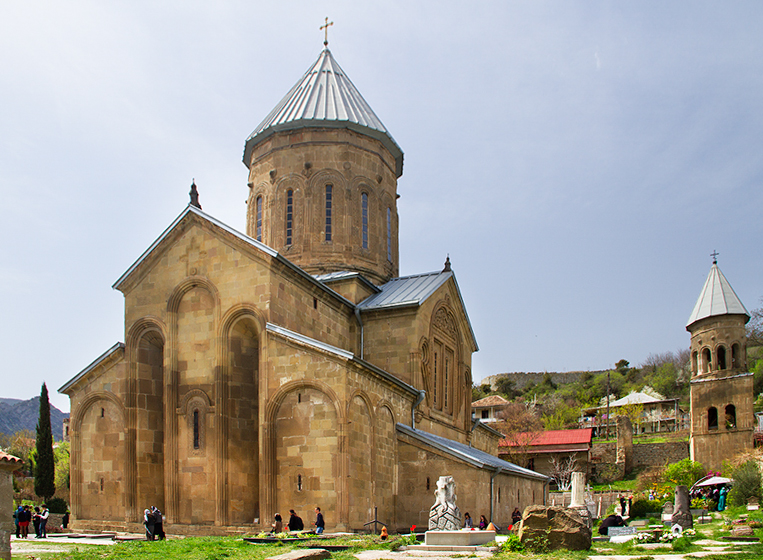
صومعه سامتاورو

صومعه سامتاورو (انگلیسی: Samtavro Monastery) یک صومعه در متسختا، گرجستان است.
این صومعه که در قرن ۴ میلادی ساخته و قرن ۱۱ میلادی بازسازی شده در سال ۱۹۹۴ در فهرست میراث جهانی یونسکو ثبت شده‌است.
میریان سوم که بنیان‌گذار مسیحیت در گرجستان و بانی این کلیسا محسوب می‌شود  همراه با همسرش در صومعه سامتاورو دفن شده‌است.
همچنین  یک کشیش به نام پدر گابریل نیز در سال 1995 در این محل دفن شد.

## نگارخانه

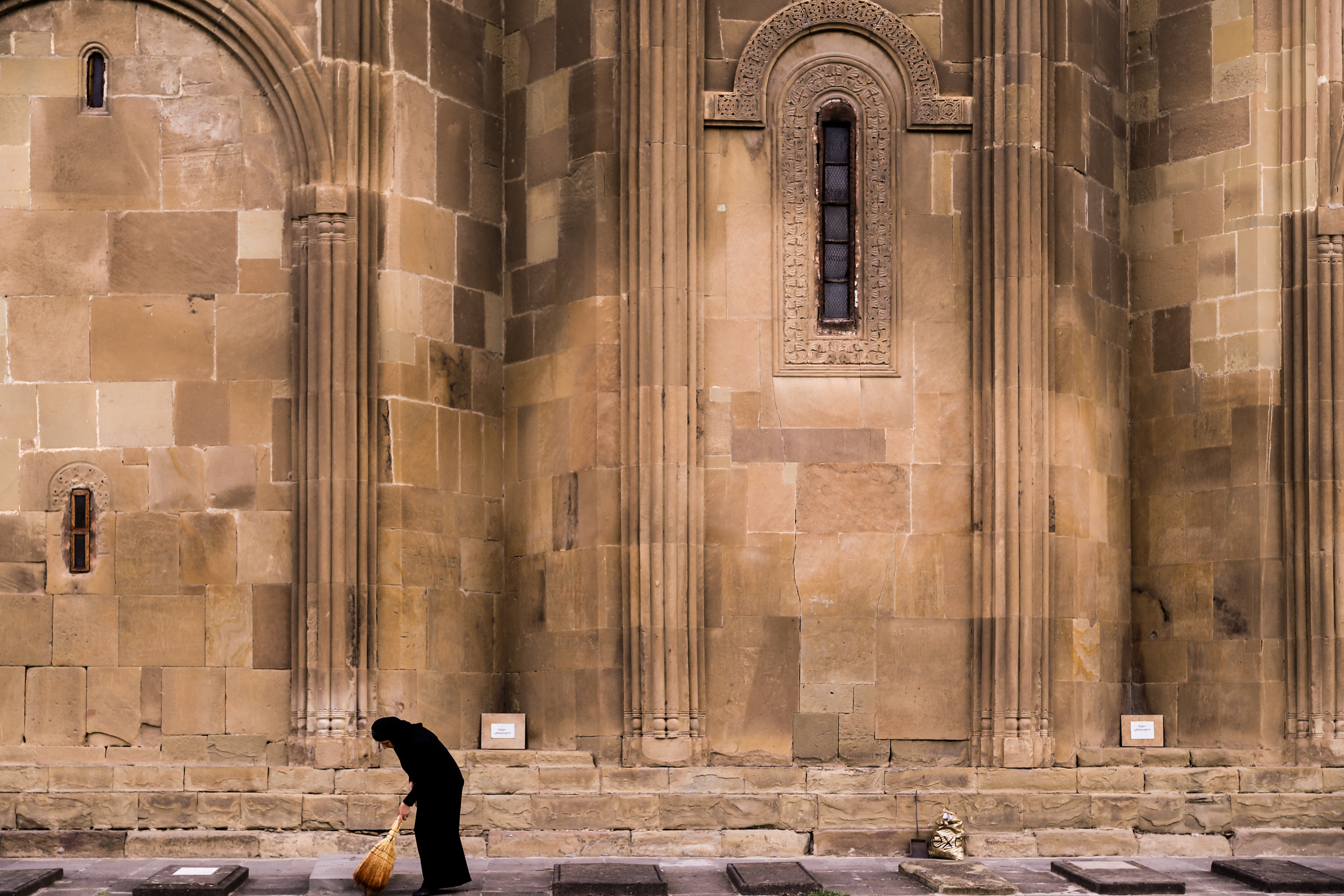
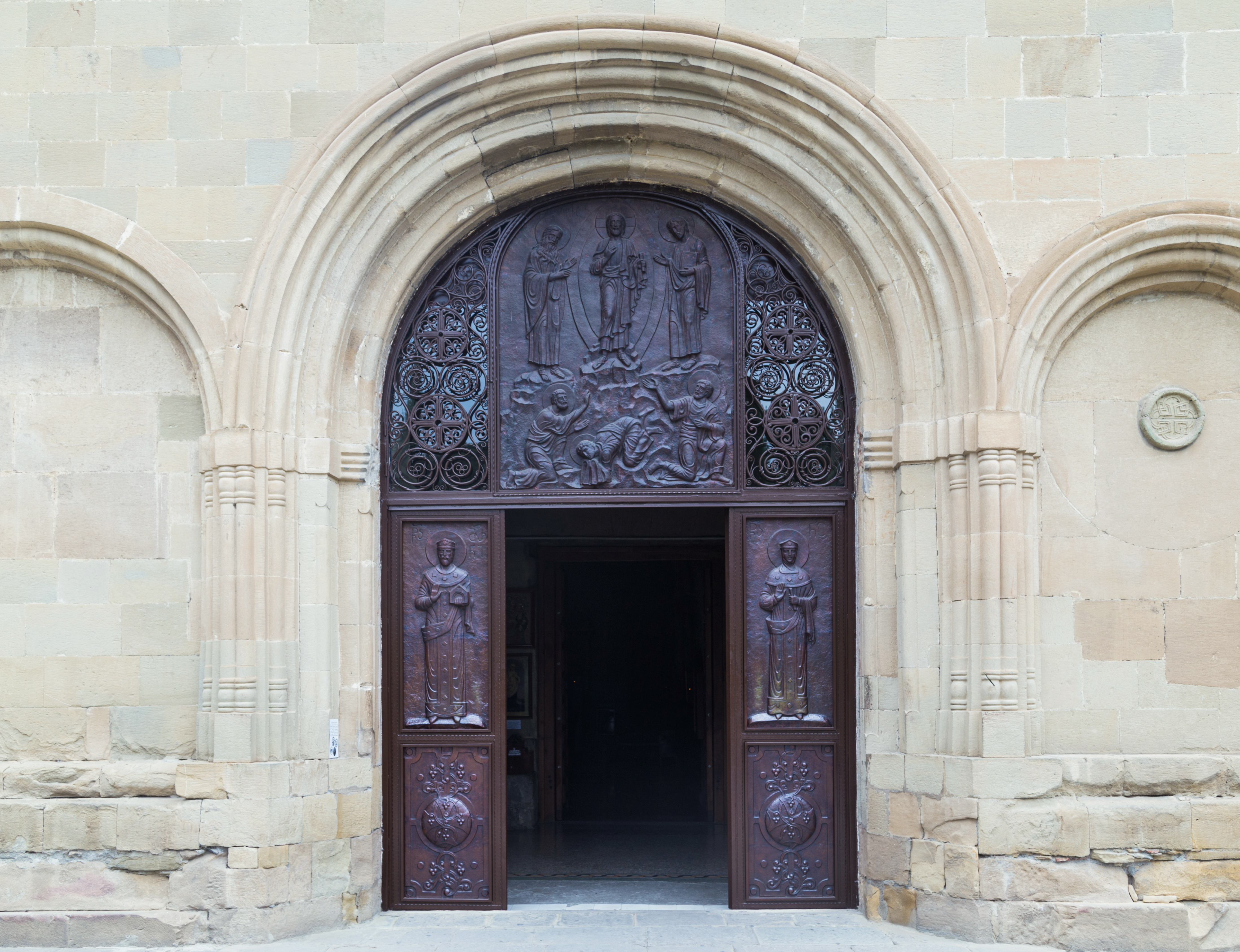
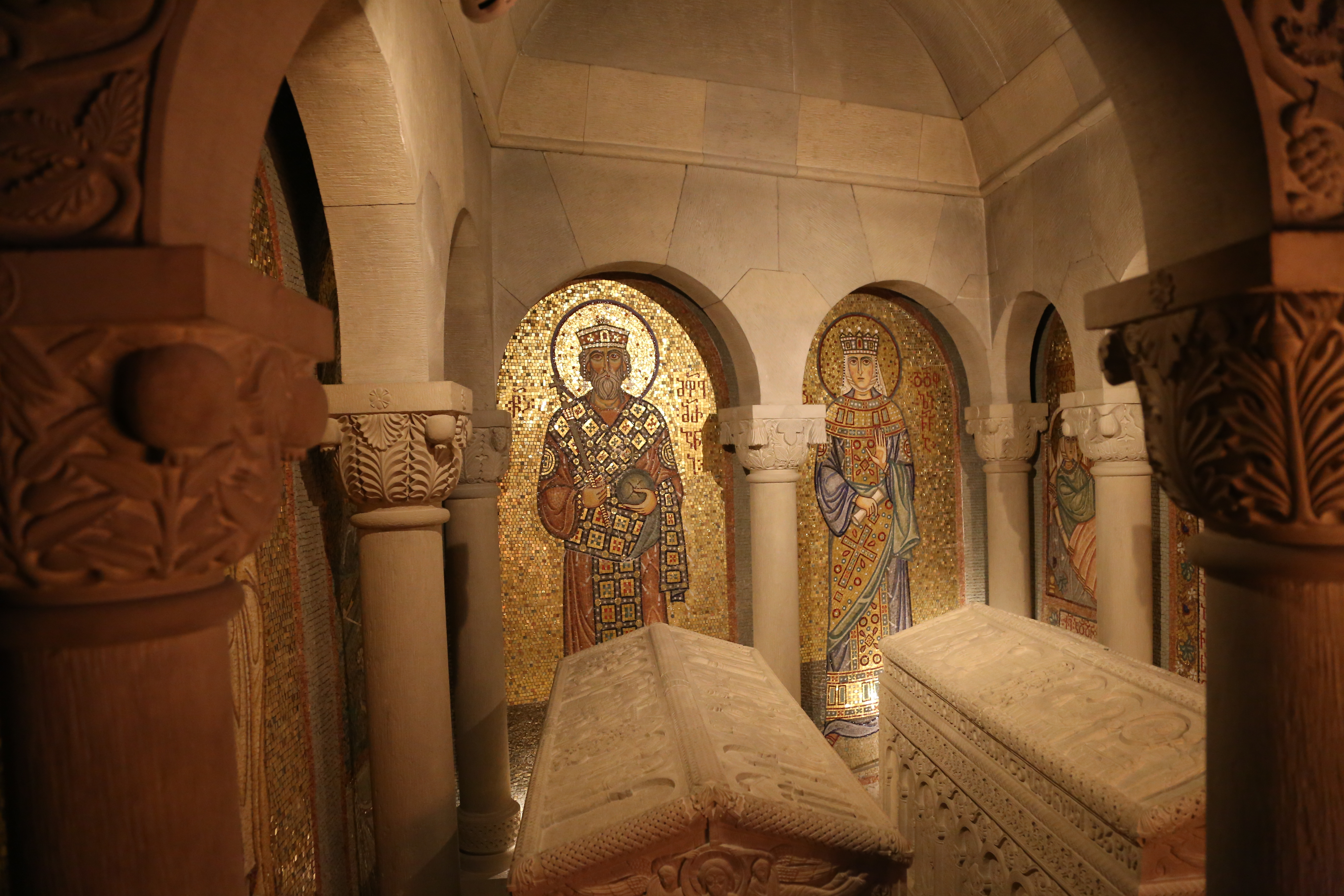
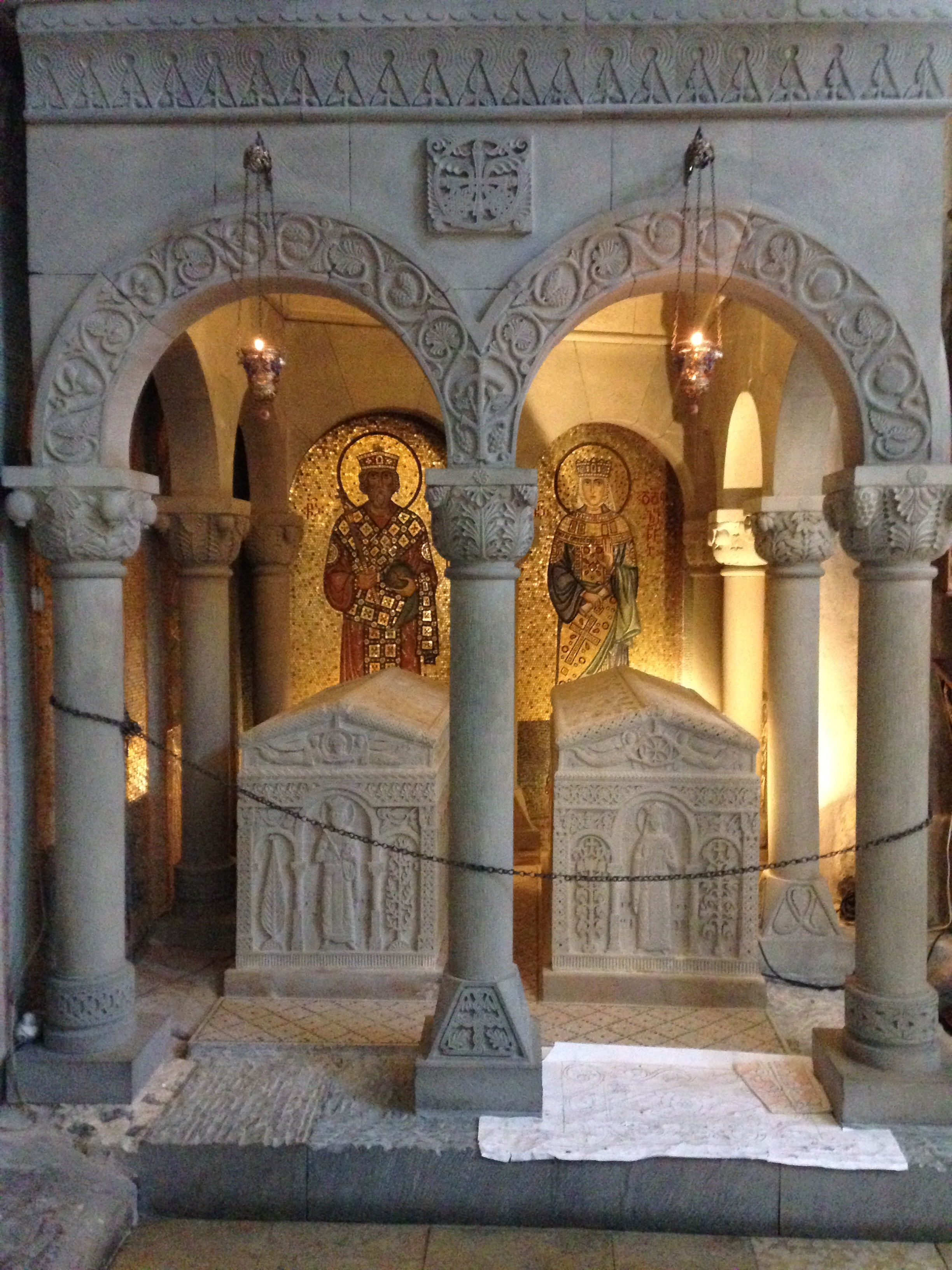
قبر میریان سوم و ملکه نانا